# Euphorbia dinteri
Euphorbia dinteri är en törelväxtart som beskrevs av Alwin Berger. Euphorbia dinteri ingår i släktet törlar, och familjen törelväxter.
Artens utbredningsområde är Namibia. Inga underarter finns listade i Catalogue of Life.